# Nomgon (Ömnögovi)
Le sum de Nomgon (mongol : ᠨᠣᠮᠭᠤᠨ
ᠰᠤᠮᠤ, cyrillique : Номгон сум, MNS : Nomgon sum) est situé dans l'aïmag (ligue) de Ömnögovi, en Mongolie. Sa population était de 2 869 habitants en 2009.